# بيتر كامبل (عسكري)
بيتر كامبل (بالإسبانية: Pedro Campbell)‏ هو عسكري أرجنتيني، ولد في 1782 في تيبيراري في جمهورية أيرلندا، وتوفي في 1832 في بيلار في باراغواي.